# Собор Рождества Богородицы (Муром)
Богоро́дице-Рожде́ственский собо́р — утраченный православный храм в городе Муроме Владимирской области, стоявший на вершине Воеводской горы над Окой. Был построен по указанию Царя Ивана Грозного в 1555—1557 годах и в течение четырёх столетий был главным храмом города. Разрушен коммунистами в 1939 году.

## История
Точное время основания собора неизвестно. Существование в Муроме каменных храмов ранее XVI века не доказано; тем не менее, местные краеведы считают, что первый собор Рождества Богородицы был построен в камне ещё в начале XIII века, в связи с утверждением в рязанско-муромских землях традиции почитания Богородицы князем Юрием Всеволодовичем Владимирским. Существует гипотеза, что на место, где позднее высился собор, Муром был перенесён с течением времени, а древнейшие храмы города стояли на территории, занимаемой ныне Благовещенским монастырём.

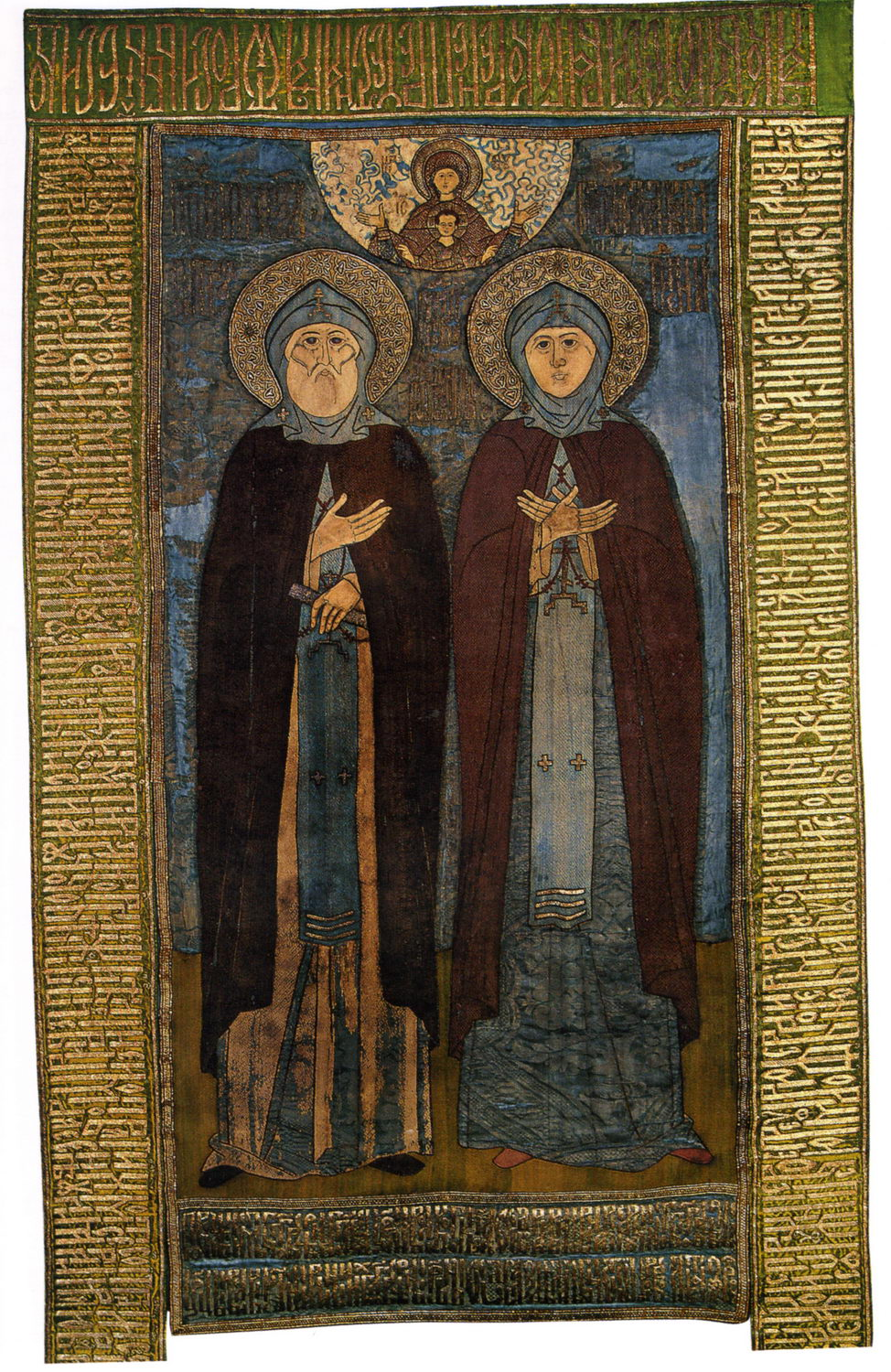
Бархатный покров с изображением Петра и Февронии — вклад в собор царя Фёдора и царицы Ирины (1593)

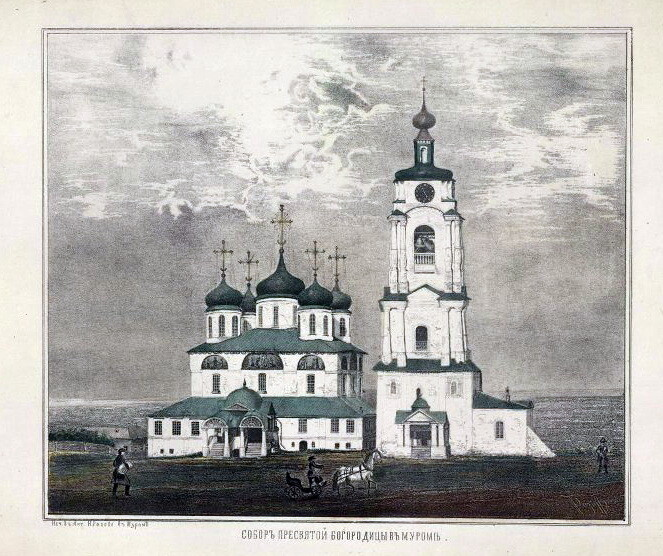
Внешний облик собора до перестройки 1872 г.

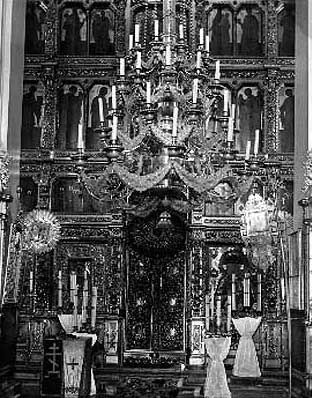
Внутреннее убранство Рождественского собора

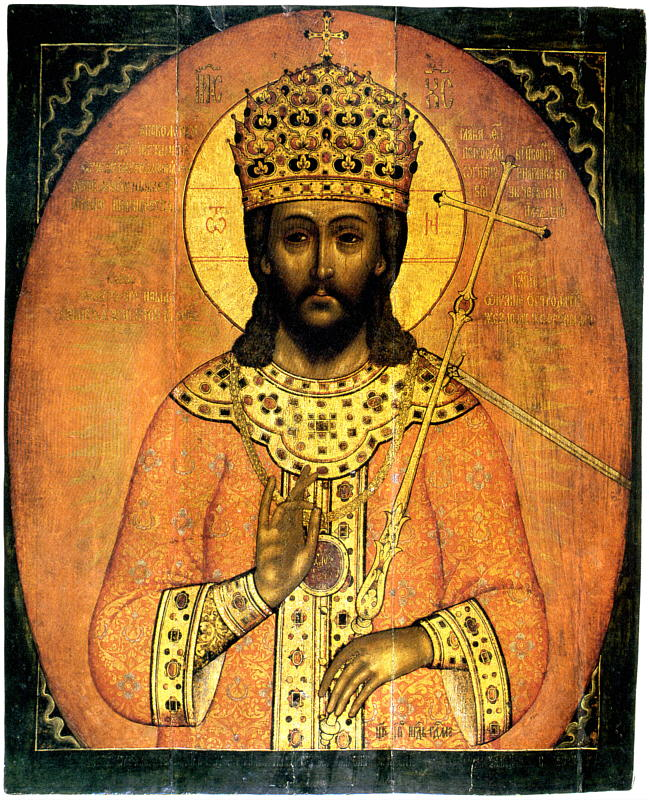
«Царь Царем» (1690) — подписная икона А. И. Казанцева из местного ряда иконостаса

В 1458 году собор был возобновлён трудами Ивана III Московского. В XVI веке в храме несколько раз молился первый русский царь, Иван Грозный. По случаю взятия Казани в 1552 году он выделил средства на возведение четырёх каменных храмов в Муроме, в число которых попал и городской собор. Храм был поставлен на высокий подклет, служивший арсеналом, где хранили вооружение. По периметру его окружала открытая галерея — гульбище. Судя по гравюре в книге Олеария, до переделок середины XVII века он был трёхверхим.
Писцовая книга Бартенева 1636/37 годов сообщает: «В городе соборная церковь Рождества Пречистыя Богородицы о трех верхах с папертью, паперть каменная ж, (…) в приделе верховных апостол Петра и Павла лежат Муромские чудотворцы — благоверный князь Петр и княгиня Феврония, покрыты сукном чёрным, а над ракою — их образ с деяньем… Строенье та соборная церковь блаженныя памяти государя царя и великаго князя Ивана Васильевича всея Руси…»
Как следует из этого описания, в Петропавловском приделе (устроенном в правой апсиде) почивали мощи муромских чудотворцев Петра и Февронии. Сохранились фотографии массивной кипарисовой раки, изготовленной для мощей в 1797 году. Деревянная церковь Петра и Февронии стояла рядом с храмом. В конце XVIII века её разобрали, чтобы освободить место для строительства трёхъярусной колокольни. Её гордостью стал благовест 1049 пудов весом, про который говорили: «Большой колокол из ада душу вызвонит». При колокольне имелись тёплый Спасский храм и устроенный в 1814 году придел в честь Муромской иконы Божией Матери.
В связи с учреждением в Муроме викарной кафедры собор грозненского времени с 1868 года вновь стал кафедральным. В 1872 году губернский архитектор Николай Артлебен приступил к восстановлению «древней византийской архитектуры», в ходе которого храму вернули позакомарное покрытие, а в основании барабанов появились суховато-декоративные кокошники. Вместо крытой паперти была устроена открытая лестница, и все три апсиды были расширены на восток. Иконостасы в приделах были трехъярусными, а в основном храме стоял иконостас в 5 ярусов; некоторые из икон принадлежали кисти местного изографа Казанцева.
В XIX веке протоиерей Леонид Белоцветов составил описание храма: «Внутри собор очень благолепен. Четыре массивные столба поддерживают своды храма. Свет падает из 19 окон, расположенных в два ряда, из 39 окон — в пяти куполах. Под средним куполом висит на балансе массивное, из посеребренной меди, паникадило с 40 свечами, по сторонам повешены такие же два паникадила, меньшего размера, по 36 свеч. Восточная стена храма занята пятиярусным, золоченым, с 62 иконами иконостасом, украшенным колонками из мелкой художественной резьбы».
С 1905 до марта 1919 года в соборе служил Алексей Бобров.
После революции собор был разграблен и осквернён, часть древнейших икон и утвари передана в местный краеведческий музей, равно как и мощи Петра и Февронии. В 1924 году собор был закрыт, а десять лет спустя его передали военному ведомству. Перед храмом было устроено футбольное поле, причём колокольня была приспособлена под раздевалку для спортсменов. В 1939 году начали разбирать стены 400-летнего храма. Колокольня простояла на несколько лет дольше, так как использовалась как пожарная каланча. В настоящее время на месте соборного комплекса — городской парк имени Ленина («Окский»).
В 2018 году администрацией Мурома принято решение о выделении земельного участка для восстановления собора.